# Alta infedeltà (film 2010)
Alta infedeltà è un film del 2010 diretto da Claudio Insegno.
Si tratta dell'adattamento dal testo teatrale del 2005 Un marito per due dello stesso regista.

## Trama
Un uomo conduce un'esistenza tranquilla: vive con la moglie, una casalinga che coltiva una singolare passione per l'arte dipingendo, di tanto in tanto, qualche tela. Una simpatica signora li aiuta nelle faccende di casa, ma loro la trattano come se fosse della famiglia. Il tutto a comporre il classico quadro di una perfetta famiglia borghese. Ma sotto i tappeti yoruk, dietro i costosi arazzi settecenteschi che adornano questo ricercato salotto, non possono non celarsi segreti scomodi. L'uomo di casa, il rispettabilissimo marito, ha un'amante. Quest'ultima non sa niente della moglie, ed è stanca di vivere da sola. Il loro rapporto deve cambiare nella forma, pena l'abbandono. Allora l'uomo ha un'idea a dir poco brillante: andare a convivere con l'amante nella casa adiacente a quella che condivide con la moglie. L'amante si trasferisce però nel nuovo appartamento con un giorno d'anticipo, facendo saltare tutti i programmi dell'uomo e rischiando di far crollare le verità parallele tanto abilmente edificate nel corso di anni di duri doppi giochi.